# ソニー・バージャー
ラルフ・ヒューバート "ソニー" バージャー（Ralph Hubert "Sonny" Barger、1938年10月8日 - 2022年6月29日）は、アメリカ合衆国のモーターサイクル・クラブ「ヘルズ・エンジェルス」オークランド支部の創設メンバー、俳優、作家である。日本ではサニー・バージャーと表記されることもある。   

## 経歴

### 1930-50年代
1938年10月8日、アメリカ合衆国カリフォルニア州スタニスラウス郡モデストで生まれる。
1948年3月17日、オットー・フリードリがカリフォルニア州フォンタナでヘルズ・エンジェルスを結成する。
1957年、ヘルズ・エンジェルスのオークランド支部を創設。後に支部長となる。

### 1960年代
バージャーは、 ハンター・S・トンプソンが1966年に出版した 『ヘルズ・エンジェルズ―地獄の天使たち 異様で恐ろしいサガ』で注目された。 
ヘルズ・エンジェルスも一躍有名になり、同グループをモチーフにした67年の映画『爆走!ヘルズ・エンジェルス』と69年の映画『大暴走・地獄のライダー』に出演するなど俳優として活動を始める。これらの映画では、ヘルズ・エンジェルスの鉄の掟や風習などが克明に描かれた。
1969年にローリング・ストーンズが主催したオルタモント・フリーコンサートで、ヘルズ・エンジェルスは警備を担当していた。バージャーも参加していたが、この際、観客の一人であった黒人青年メレディス・ハンターとヘルズ・エンジェルスが小競り合いとなり、青年はメンバーよってナイフで殺害された。バージャーはカリフォルニアの地方ラジオ局に出演し、青年が拳銃を抜いたため身を守るため刺殺したと、自分達の正当性を主張した。ライブの模様は1970年に公開されたドキュメンタリー映画『ギミー・シェルター』のために収録されていたが、被害者が手に拳銃のような黒い物体を手にしているのは確認できる。その後の裁判で実行犯の正当防衛が認められ、無罪判決が下された。しかし結局、拳銃は見つからなかった。
一連の騒動は「オルタモントの悲劇」と呼ばれ、ローリング・ストーン誌は同イベントを「ロックンロールにとって最悪の日」と評した。   

### 1980年代
バージャーはヘビースモーカーでもあり、1983年には頭頸部癌と診断された。 診断と治療はサンフランシスコのマイリーVA病院で行われた。 ステージIIIの喉頭がんであり、Michael Tralla MD FACSによって喉頭全摘術が行われた。 その結果、声帯をすべて失った。そのため、食道の筋肉を使って発声する方法を学んだ。テレビ番組やインタビューなどに出演することもあるが、声がかすれて聞き取りにくいにはこのためである。 
1988年、ケンタッキー州ルイビルにあったヘルズ・エンジェルスのライバルグループのクラブハウス を爆破するために共謀した罪で逮捕された。有罪判決を受け、アリゾナ州の連邦刑務所で4年間服役した 。 
1998年にオークランドから引っ越し、ヘルズ・エンジェルズのアリゾナ州ケーブ・クリーク支部の現役メンバーとして活動している。

### 2000年代
2001年には自伝『Hell's Angel: The Life and Times of Sonny Barger and the Hells Angels Motorcycle Club』を出版。ベストセラーとなり、以後は作家としても活動している。
近年、バージャーはオートバイの安全性を促進する活動に取り組んでいる。彼は『The Complete Idiot's Guide to Motorcycles』 （1998年）の著者ダーウィン・ホルムストロムと共に、『Let's Ride：Sonny Barger's Guide to Motorcycling』（2010年）を出版した。
2010年11月30日、ヘルズ・エンジェルスをモデルとした架空の無法者モーターサイクルクラブの FXテレビシリーズ『サンズ・オブ・アナーキー』のシーズン3最終話にゲスト出演した。 番組の制作者であるカート・サッターは、研究のためにバージャーやヘルズ・エンジェルスの他のメンバーと時間を過ごしリアリティを追求した。バージャーはシーズン4の最終話、2012年11月13日に放映されたシーズン5エピソード10の計3度ゲスト出演した。
2010年、映画監督のトニー・スコットが『ヘルズ・エンジェルス』（仮題）を企画していることが分かった。これはバージャーの自伝を元にしたもので、10年以上も温めてきたという。若い刑事が「ヘルズ・エンジェルス」へ潜入し、バージャーとの係わり合いを描いていく。この映画は、ジョニー・デップとアル・パチーノが共演した『フェイク』のような作品になるという。監督は、悪名高いバージャー役にミッキー・ローク、若い刑事役にシャイア・ラブーフを希望しており、すでに2人とはミーティングをしたと伝えられているが、正式なオファーは出されていない。
2012年8月19日、トニー・スコットがカリフォルニア州サンペドロの橋から飛び降りて自殺した。
2014年、『ヘルズ・エンジェルス』（原題：Hell's Angels）の製作が本格的に始動しているとDeadlineが報じた。2年前に監督が亡くなったことで企画倒れになっていたが、かなり内容を変更し再度企画が進められた。報道によると、テレビシリーズ『アントラージュ★オレたちのハリウッド』で脚本兼製作総指揮を担当したロブ・ワイスが、フォックス2000ピクチャーズのもと企画しており、ジェフ・サントスが脚本と監督を務めるという。ストーリーはバージャーを中心に展開され、ヘルズ・エンジェルスの起源から1969年の「オルタモントの悲劇」により、その後組織がどう変化していくまでが描かれるという。
2022年6月29日、肝臓がんにより死去。83歳没。

## 出演作品
| 年        | 邦題 原題                                        | 備考                        |
| --------- | ------------------------------------------------ | --------------------------- |
| 1967      | 爆走!ヘルズ・エンジェルス Hells Angels on Wheels | [ 21 ]                      |
| 1969      | 大暴走・地獄のライダー Hell's Angels '69         |                             |
| 1970      | ギミー・シェルター Gimme Shelter                 |                             |
| 1983      | Hell's Angels Forever                            | [ 22 ]                      |
| 2010 2012 | サンズ・オブ・アナーキー Sons of Anarchy         | Lenny "The Pimp" Janowitz役 |
| 2012      | Dead in 5 Heartbeats                             | [ 23 ] [ 24 ] [ 25 ]        |

## 著書
| 年   | 原題 | 邦題 |
| ---- | --- | --- |
| 2001 | with Keith Zimmerman (2001). Hell's Angel: The Life and Times of Sonny Barger and the Hell's Angels Motorcycle Club. William Morrow. ISBN 0-06-093754-8 | 小林宏明 訳『ヘルズ・エンジェル : サニー・バージャーとヘルズ・エンジェルズ・モーターサイクル・クラブの時代』無名舎、2001年、369頁。ISBN 4-89585-940-1。 |
| 2003 | Ridin' High, Livin' Free: Hell-Raising Motorcycle Stories. William Morrow. (2003). ISBN 0-06-000603-X                                                   | |
| 2003 | Ridin' High, Livin' Free: Hell-Raising Motorcycle Stories. William Morrow. (2003). ISBN 0-06-000603-X                                                   | |
| 2004 | Dead in 5 Heartbeats. HarperTorch. (2004). ISBN 9780060532536                                                                                           | |
| 2005 | Freedom: Credos from the Road. William Morrow. (2005). ISBN 0-06-053256-4                                                                               | |
| 2006 | 6 Chambers, 1 Bullet. William Morrow. (2006). ISBN 9780060745318                                                                                        | |
| 2010 | Let's Ride: Sonny Barger's Guide to Motorcycling. William Morrow. (2010). ISBN 0-06-196427-1                                                            | |